# المئذنة والجامع غار
المئذنة والجامع غار (بالفارسية: مناره و مسجد جامع گار) هو مسجد ومئذنة تاريخي اكتمل في 1121 (ميلادي)، ويقع في أصفهان. تعود المئذنة إلى عهد الدولة السلجوقية، لكن المسجد ينتمي إلى العصر الدولة الإلخانية.